# At wild end

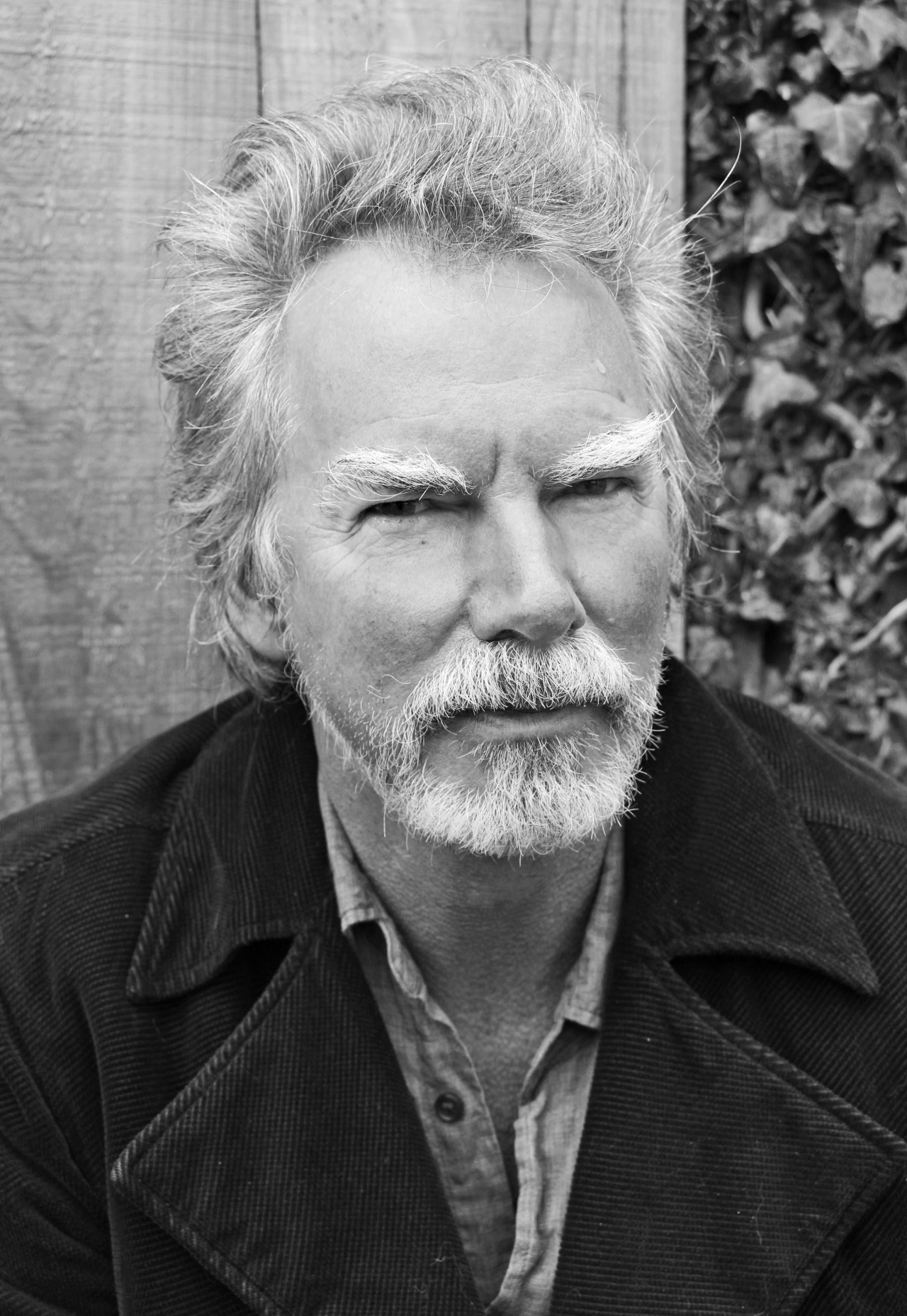
Colin Bass in 2015

At wild end is een studioalbum van Colin Bass. Bass nam het album in zijn eigen geluidsstudio At wild end in Llanrwst en de Bryn Derwen geluidsstudio te Bethesda. Op het album is Andrew Latimer zijn Camelcollega te horen, die toen herstellende was van een levertransplantatie. Het album kwam tot stand gedurende de lange tijd dat Camel rust had vanwege de genoemde transplantatie van de bandleider.

## Musici
- Colin Bass – basgitaar, gitaar, zang, toetsinstrumenten
- Kim Burton – piano, accordeon, kaval, cifteli
- Andrew Latimer – gitaar, toetsinstrumenten (track 3, 7, 9 en 12)
- Dave Stewart – slagwerk
- Sian James – Welshe harp
- Ben Mandelson – gitaar, hews harp, Hungarian whistle stick
- Alan Prosser – gitaar
- Jenn Williams – fiddle
- Lisa Jen Brown – zang
- John Lawrence – zang
- Nigel Watson – zang, percussie
- Ismet Ruchimat (djembe), Nur Azis Achmad Sahib (gongs), Budi Sofyan (kecrek), Dadang Sumsudin Sutarno (bedug, kendang) en Atant Suryaman (kendang) op Bubuka Bridge, opgenomen in Bandung

## Muziek
Alle teksten en muziek van Colin Bass, behalve een fragment van de hymne To be a pilgrim van John Bunyan in Walking to Santiago en de tekst van het gedicht We’ll go no more a-roving van George Gordon Byron in At wild end.

| Nr. | Titel                           | Duur |
| --- | ------------------------------- | ---- |
| 1.  | Return to earth                 | 4:31 |
| 2.  | We are one                      | 5:55 |
| 3.  | Walking to Santiago             | 6:46 |
| 4.  | Waiting for someone             | 4;11 |
| 5.  | In another time                 | 4:54 |
| 6.  | Szegereli eternal               | 1:48 |
| 7.  | Darkness on Leather Lake        | 5:04 |
| 8.  | Bubuka Bridge                   | 1:55 |
| 9.  | If I could stay                 | 6:00 |
| 10. | Girl form the northwest country | 4:35 |
| 11. | Up at Sheep’s Bleat             | 2:51 |
| 12. | At wild end                     | 8:12 |

Return to earth is opgedragen aan Guy LeBlanc, de toetsenist van Camel die april 2015 overleed. Walking to Santiago gaat over een voettocht naar Santiago de Compostella.